# Lijst van beelden in West, Leidsche Rijn en Vleuten-De Meern (Utrecht)
De lijst van beelden in de westelijke wijken van de stad Utrecht is onderdeel van de (onvolledige) lijst van beelden in Utrecht.
Dit deel bevat de beelden in de Utrechtse wijken West, Leidsche Rijn en Vleuten-De Meern.
Onder een beeld wordt hier verstaan elk driedimensionaal kunstwerk in de openbare ruimte van de Nederlandse gemeente Utrecht, waarbij beeld wordt gebruikt als verzamelbegrip voor sculpturen, standbeelden, installaties, gedenktekens en overige beeldhouwwerken. De lijst is chronologisch, dat wil zeggen op volgorde van plaatsing der beelden vanaf 1517 tot heden.
Voor een volledig overzicht van de beschikbare afbeeldingen zie: Beelden in Utrecht-west op Wikimedia Commons.
| Geplaatst                                                | Omschrijving                                                                     | Kunstenaar                             | Locatie                                                                             | Materiaal               | Afbeelding |
| -------------------------------------------------------- | -------------------------------------------------------------------------------- | -------------------------------------- | ----------------------------------------------------------------------------------- | ----------------------- | ---------- |
| 1858                                                     | Sint Willibrord                                                                  | Friedrich Wilhelm Mengelberg           | Pastoor Ohlstraat 34, Sint-Willibrordkerk (Vleuten)                                 |                         |            |
| 1920                                                     | J.P. Coen borstbeeld                                                             |                                        | Jan Pieterszoon Coenstraat 127                                                      |                         |            |
| 1929                                                     | F. J. van Ewijck van de Bilt                                                     | Willem Coenraad Brouwer                | Isotopenweg                                                                         |                         |            |
| 1962                                                     | Johan Wagenaar                                                                   | Arend Odé                              | Johan Wagenaarkade                                                                  |                         |            |
| 1942?                                                    | Fontein Herder met schaap                                                        | Suzanna Nicolas                        | Majellapark                                                                         |                         |            |
| 1947                                                     | Patronale Onze-Lieve-Vrouw ten Hemelopneming                                     | Leo Jungblut                           | Pastoor Boelenslaan (De Meern)                                                      | grèsklei                |            |
| 1949                                                     | Verzetsmonument                                                                  | Piet Jungblut                          | Dokter Schuursplantsoen (Vleuten)                                                   | brons                   |            |
| 1951                                                     | Symbool van wijsheid                                                             | Pieter d' Hont                         | Spinozabrug                                                                         | steen                   |            |
| 1955                                                     | zonder titel                                                                     | Jan Boon                               | Herderplein                                                                         | asfalt en beton         |            |
| 1955                                                     | Levensverzekering-maatschappij Utrecht                                           | Jan Boon                               | Lessinglaan                                                                         | wandmozaïek             |            |
| 1957                                                     | Jezus in de tempel                                                               | Jan Boon                               | Herderplein (was Johan Winnubstlaan)                                                | wandmozaïek             |            |
| 1958                                                     | Meisje met schooltas, Jongen met hockeystick, symbolen voor de vier evangelisten | Pieter d' Hont                         | Koningsbergerstraat, aan weerszijden van de ingang van de Dr. F.H. de Bruijnelyceum | brons en steen          |            |
| 1959                                                     | Zich oprichtende vrouw                                                           | Jan van Luijn                          | Herderplein                                                                         | brons                   |            |
| 1960                                                     | Poes                                                                             | Willy Blees                            | Racinelaan 15                                                                       | brons                   |            |
| 1962                                                     | Hertje                                                                           | Jan van Luijn                          | Victor Hugoplantsoen                                                                | brons                   |            |
| 1962                                                     | Dokter P.J.M. Fizaan                                                             | Bertus Sondaar                         | Dr. Fizaanplantsoen/Puntenburg (Vleuten)                                            | brons                   |            |
| 1966                                                     | Onder moeders paraplu                                                            | Theo van de Vathorst                   | Kennedylaan, Den Hommel (zwembad)                                                   | brons                   |            |
| 1966                                                     | Suzanna                                                                          | Oscar Jespers                          | Park Oog-in-Al                                                                      | brons                   |            |
| 1966                                                     | Zwemmende figuren                                                                | Paulus Reinhard                        | Kennedylaan, Den Hommel (zwembad)                                                   | brons                   |            |
| 1966, 30 april                                           | dr. A. Mathijsen                                                                 | onbekend                               | Joseph Haydnlaan 2, voormalig (Centraal) Militair Hospitaal Dr. A. Mathijsen        | brons                   |            |
| 1968                                                     | De Steltlopers                                                                   | Jos Pirkner                            | Centrumlaan / Rosweydelaan, De Meander (voorm. Centrumschool)                       | brons                   |            |
| 1969                                                     | De Bokspringers                                                                  | Jos Pirkner                            | Ten Veldestraat, Paus Johannesschool                                                | brons                   |            |
| 1969±                                                    | Vader en kinderen                                                                | Jos Pirkner                            | Dorpsplein (Vleuten)                                                                | brons                   |            |
| 1969                                                     | Orpheus                                                                          | Jan van Luijn                          | Beethovenplein                                                                      | brons                   |            |
| 1970                                                     | Het Balspel                                                                      | Jos Pirkner                            | Pastoor Ohllaan, Kees Valkensteinschool                                             | brons                   |            |
| 1970                                                     | Man met paard en veulen                                                          | Willem van Kuilenburg                  | Cremerplein                                                                         | steen                   |            |
| 1970                                                     | 8 elementen                                                                      | André Volten                           | Ravellaan, Gebouw Nieuw Clarenburg / Dienst Openbare Werken                         | RVS                     |            |
| 1971                                                     | De landmeter                                                                     | Piet Esser                             | Ravellaan                                                                           | brons                   |            |
| 1971                                                     | zonder titel                                                                     | Rien Goené                             | Ravellaan                                                                           | ijzer                   |            |
| 1972                                                     | Liggende vrouw                                                                   | Han Wezelaar                           | Park Oog-in-al                                                                      | brons                   |            |
| 1975                                                     | Aloysius Gonzaga, Carolus Borromeus                                              | Wim Harzing                            | Kanaalstraat/Abel Tasmanstraat (Sint-Antoniuskerk)                                  | steen                   |            |
| 1975                                                     | zonder titel                                                                     | Paul van Crimpen                       | Park Oog-in-Al                                                                      | steen                   |            |
| 1980                                                     | Drie gestalten                                                                   | Eugène Dodeigne                        | Joseph Haydnlaan                                                                    |                         |            |
| 1981?                                                    | Compositie                                                                       | onbekend                               | Joseph Haydnlaan 2, voormalig Centraal Militair Hospitaal Dr. A. Mathijsen          | brons                   |            |
| 1982                                                     | zonder titel                                                                     | Joke van den Berg                      | Cartesiusweg, buurthuis Oase                                                        | bestrating, beton       |            |
| 1983                                                     | zonder titel                                                                     | Eugène Terwindt                        | Waterhoenhof                                                                        | asfalt, beton, staal    |            |
| 1983                                                     | zonder titel                                                                     | Nico van den Dool                      | J. Kinkerstraat                                                                     | staal, textiel          |            |
| 1984                                                     | Het verkeer                                                                      | Steph Uiterwaal                        | Damstraat / Leidseweg                                                               |                         |            |
| 1985                                                     | Nikkelen Nelis (Wim Sonneveld)                                                   | Johan Jorna                            | J.P. Coenstraat                                                                     | brons                   |            |
| 1986                                                     | zonder titel                                                                     | Judith Mestriner                       | Maetsuykerstraat, Basisschool Jan Nieuwenhuijzen                                    | bestrating, beton ,hout |            |
| 1986                                                     | Diagonaal                                                                        | Jan van Munster                        | Nijverheidsweg                                                                      | staal, neonbuizen       |            |
| 1989                                                     | zonder titel                                                                     | Arjan van Arendonk                     | Victor Hugoplantsoen, hekwerk Eben Haezerschool                                     | staal                   |            |
| 1991                                                     | Bescherming                                                                      | Jan Timmer                             | Park Oog-in-al                                                                      |                         |            |
| 1993                                                     | Watertoren                                                                       | Corry Ammerlaan                        | Reactorweg                                                                          | staal                   |            |
| 2002                                                     | Waterwerk I Forward                                                              | Ruud Kuijer                            | Isotopenweg, langs het Amsterdam-Rijnkanaal                                         | beton                   |            |
| 2003                                                     | Waterwerk II Bearable Lightness                                                  | Ruud Kuijer                            | Isotopenweg, langs het Amsterdam-Rijnkanaal                                         | beton                   |            |
| 2005                                                     | Waterwerk III Chardonnay                                                         | Ruud Kuijer                            | Isotopenweg, langs het Amsterdam-Rijnkanaal                                         | beton                   |            |
| 2007                                                     | Waterwerk IV Overstag                                                            | Ruud Kuijer                            | Isotopenweg, langs het Amsterdam-Rijnkanaal                                         | beton                   |            |
| 2009                                                     | Waterwerk V Circuit                                                              | Ruud Kuijer                            | Isotopenweg, langs het Amsterdam-Rijnkanaal                                         | beton                   |            |
| 2009                                                     | Wood Chapel                                                                      | William Speakman                       | Máximapark                                                                          | hout                    |            |
| 2009                                                     | Anonieme monumenten                                                              | Daniel Roth (1969)                     | Máximapark                                                                          |                         |            |
| 2009                                                     | Rituele Depositie                                                                | Mathilde ter Heijne                    | Máximapark                                                                          |                         |            |
| 2009                                                     | Observatorium                                                                    | Lucas Lenglet                          | Máximapark                                                                          |                         |            |
| 2009                                                     | Barricade                                                                        | Fernando Sánchez Castillo              | Máximapark                                                                          |                         |            |
| 2009                                                     | zonder titel                                                                     | Rob Voerman                            | Máximapark (Het Lint Vleuterweide)                                                  |                         |            |
| 2009                                                     | zonder titel                                                                     | Zilvinas Landzbergas                   | Máximapark                                                                          |                         |            |
| 2010                                                     | Spelende Kinderen                                                                | Harrie Sterk                           | Dorpsstraat/Camphuysenstraat (Vleuten)                                              |                         |            |
| 2010, 19 juni                                            | A mon seul Désir                                                                 | Margot Berkman, Eline Janssens         | Park Leeuwesteyn                                                                    |                         |            |
| 2011                                                     | Waterwerk VI Weerslag                                                            | Ruud Kuijer                            | Isotopenweg, langs het Amsterdam-Rijnkanaal                                         | beton                   |            |
| 2011, 11 november                                        | Prophecies of Light advancing Light (De appel van Vleuten)                       | David Mackaay                          | Torenplein (Vleuten)                                                                | RVS                     |            |
| 2012, 3 december                                         | Waterwerk VII Cohesie                                                            | Ruud Kuijer                            | Isotopenweg, langs het Amsterdam-Rijnkanaal                                         | beton                   |            |
| 2016 (origineel uit 2012 vernietigd)                     | Folly Talk                                                                       | Clemens Koemans                        | Dominee Martin Luther Kinglaan                                                      |                         |            |
| 2016 (In 2016 onthuld op plein Universiteitsbibliotheek) | Mahatma Gandhi                                                                   | Ram Vanji Sutar                        | Rooseveldtboulevard                                                                 |                         |            |
| 2020, 23 november                                        | De Snip                                                                          | Zeger Reyers en Pietertje van Splunter | Berlijnplein                                                                        |                         |            |
| 2021, 2 mei                                              | Herdenking & Vrijheidsmonument                                                   | Ate von Hes                            | Berlijnplein                                                                        |                         |            |
| 2023                                                     | Ex Situ • In Situ. Onthulling op 7 juli 2023                                     | Paul de Kort                           | Máximapark, Het Lint Terwijde / Strandzone Haarrijn                                 |                         |            |
| 2024                                                     | Eerbetoon gastarbeiders                                                          | Aimée Zito Lema                        | Majellapark                                                                         | beton en staal          |            |
| onbekend                                                 | Eenheid in verscheidenheid                                                       | Corry Ammerlaan-van Niekerk            | Nijverheidsweg (ingang Eneco)                                                       |                         |            |
| onbekend                                                 | Gerardus Majella                                                                 | Piet Jungblut                          | Thomas à Kempisweg, Gerardus Majellakerk                                            |                         |            |
| onbekend                                                 | onbekend                                                                         | onbekend                               | Keulsekade                                                                          |                         |            |
| onbekend                                                 | onbekend                                                                         | onbekend                               | Keulsekade                                                                          |                         |            |
|                                                          | onbekend                                                                         | onbekend                               | Joseph Haydnlaan                                                                    |                         |            |
|                                                          | onbekend                                                                         | onbekend                               | Nijverheidsweg bij Cartesiuswg                                                      |                         |            |
|                                                          | Stenen schaap                                                                    | Cees van Swieten                       | Ravellaan                                                                           |                         |            |
|                                                          | onbekend                                                                         | onbekend                               | Kennedylaan, Sportpark Den Hommel                                                   |                         |            |
|                                                          | onbekend                                                                         | onbekend                               | Koningsbergerstraat, lyceum                                                         |                         |            |